# Quiina rigidifolia
Quiina rigidifolia är en tvåhjärtbladig växtart som beskrevs av João Murça Pires. Quiina rigidifolia ingår i släktet Quiina och familjen Ochnaceae. Inga underarter finns listade i Catalogue of Life.